# Церковь Святой Марии (Берн)
Церковь Святой Марии (нем. Kirche St. Marien) — римско-католическая приходская церковь в районе Брейтенраин-Лорраине города Берн. Бетонное здание по проекту фрибургского архитектора Фернана Дюма (1892—1952) было построено в 1930—1933 годах; 17 мая 1933 года епископ Базеля Йозеф Амбюль освятил церковь в честь матери Иисуса Христа.